# Ellen Kuras
Ellen Kuras (New Jersey, 10 luglio 1959) è una direttrice della fotografia e regista statunitense.

## Biografia
Collaboratrice abituale di autori quali Spike Lee e Michel Gondry, ha esordito alla regia nel 2008 con The Betrayal - Nerakhoon, candidato all'Oscar al miglior documentario.

## Filmografia
- Samsara: Death and Rebirth in Cambodia, regia di Ellen Bruno (1990)
- Danger: Kids at Work, regia di Lyn Goldfarb (1991) (TV)
- Swoon, regia di Tom Kalin (1992)
- Romance de Valentía, regia di Sonia Herman Dolz (1993)
- A Century of Women (1994) (TV)
- Post Cards from America, regia di Steve McLean (1994)
- Roy Cohn/Jack Smith, regia di Jill Godmilow (1994)
- Angela, regia di Rebecca Miller (1995)
- Sbottonate (Unzipped), regia di Douglas Keeve (1995)
- Ho sparato a Andy Warhol (I Shot Andy Warhol), regia di Mary Harron (1996)
- Tre vite allo specchio (If These Walls Could Talk), episodio 1952, regia di Nancy Savoca (1996) (TV)
- Scratch the Surface, regia di Tara Fitzpatrick (1997)
- Poverty Outlaw, regia di Peter Kinoy e Pamela Yates (1997)
- 4 Little Girls, regia di Spike Lee (1997)
- He Got Game, regia di Spike Lee (1998)
- Biglietti... d'amore (Just the Ticket), regia di Richard Wenk (1999)
- Gli infiltrati (The Mod Squad), regia di Scott Silver (1999)
- S.O.S. Summer of Sam - Panico a New York (Summer of Sam), regia di Spike Lee (1999)
- Bamboozled, regia di Spike Lee (2000)
- Blow, regia di Ted Demme (2001)
- A Huey P. Newton Story, regia di Spike Lee (2001)
- Jim Brown: All-American, regia di Spike Lee (2001)
- Personal Velocity - Il momento giusto (Personal Velocity: Three Portraits), regia di Rebecca Miller (2002)
- Un boss sotto stress (Analyze That), regia di Harold Ramis (2002)
- Coffee and Cigarettes, regia di Jim Jarmusch (2003)
- Se mi lasci ti cancello (Eternal Sunshine of the Spotless Mind), regia di Michel Gondry (2004)
- La storia di Jack & Rose (The Ballad of Jack and Rose), regia di Rebecca Miller (2005)
- Block Party, regia di Michel Gondry (2005)
- No Direction Home: Bob Dylan, regia di Martin Scorsese (2005)
- Neil Young: Heart of Gold, regia di Jonathan Demme (2006)
- Berlin, regia di Julian Schnabel (2007)
- Be Kind Rewind - Gli acchiappafilm (Be Kind Rewind), regia di Michel Gondry (2008)
- The Betrayal - Nerakhoon (2008) - anche regia, con Thavisouk Phrasavath
- American Life (Away We Go), regia di Sam Mendes (2009)
- La parola a Fran Lebowitz (Public Speaking), regia di Martin Scorsese (2010) - documentario
- Jane, regia di Brett Morgen (2017)

### Regista
- The Betrayal - Nerakhoon (2008) - con Thavisouk Phrasavath
- Catch-22 – miniserie TV, 2 episodi (2019)
- Lee Miller (Lee) (2023)

## Produttrice
- Catch-22 – miniserie TV (2019)

## Riconoscimenti
- Independent Spirit Award per la miglior fotografia
  - 1993: candidata – Swoon
  - 2003: candidata – Personal Velocity - Il momento giusto

- Sundance Film Festival – premio per la miglior fotografia
  - 1992: vincitrice – Swoon
  - 1995: vincitrice – Angela
  - 2002: vincitrice – Personal Velocity - Il momento giusto